# Lagerhuis (Canada)
Het Canadees Lagerhuis (Engels: House of Commons, Frans:Chambre des communes) maakt samen met de Soevereign en de Senaat onderdeel uit van het Canadees Parlement op Parliament Hill, in Ottawa, Ontario.
De sinds oktober 2015 338 leden van het Lagerhuis worden door de bevolking gekozen, en elk vertegenwoordigt daarmee een kiesdistrict (ridings of circonscriptions électorales). Leden worden gekozen voor 5 jaar, tenzij het Parlement tussentijds wordt ontbonden. De zetels zijn over de provincies verdeeld in proportie tot hun bevolkingsaantallen zoals die tijdens volkstellingen worden vastgesteld. Door een aantal in de wet vastgelegde clausules, zoals de stipulatie dat een provincie minstens het aantal leden blijft houden als dat het in 1986 had en dat het niet meer dan 15% van de toegekende zetels kan verliezen na een volkstelling, hebben kleinere provincies relatief meer zetels dan zij anders zouden hebben.
De territoria hebben onafhankelijk van hun bevolking ieder één zetel in het Lagerhuis. De huidige verdeling is als volgt:
- Alberta 28 zetels
- Brits-Columbia 36 zetels
- Manitoba 14 zetels
- New Brunswick 10 zetels
- Newfoundland en Labrador 7 zetels
- Nova Scotia 11 zetels
- Ontario 106 zetels
- Prince Edward Island 4 zetels
- Québec 75 zetels
- Saskatchewan 14 zetels
- Northwest Territories 1 zetel
- Nunavut 1 zetel
- Yukon 1 zetel

Het Lagerhuis werd opgericht in 1867, tegelijkertijd met de stichting van de Canadese Confederatie, en gemodelleerd naar het Westminster systeem in het Verenigd Koninkrijk. Het Lagerhuis heeft meer macht dan de Senaat - in de praktijk wordt weinig wetgeving uit het Lagerhuis door de Senaat getorpedeerd.
Indien een lid van het Lagerhuis ontslag neemt, overlijdt of onbekwaam wordt verklaard komt de zetel van dat lid vrij en worden er tussentijdse verkiezingen gehouden voor dat district, een zogenaamde by-election.
Een lid van het Lagerhuis, uitgezonderd de voorzitter en kabinetsleden, krijgt een jaarlijks salaris van C$ 147.000.

## Organisatie
Het Lagerhuis wordt voorgezeten door de Speaker of the House, bijgestaan door een vicevoorzitter die de formele titel Chairman of Committees of the Whole draagt alsmede twee assistant voorzitters. De Speaker zit het Lagerhuis bij regel voor tijdens belangrijke debatten en Question Period, een vraag-en-antwoordperiode waarin de oppositie kabinetsleden kan ondervragen.
Het kabinetslid dat verantwoordelijk is voor de indiening van kabinetsbeleid in het Lagerhuis en de agenda wordt Leader of the House of Commons genoemd en wordt door de minister-president aangesteld.
De Sergeant-at-Arms, die verantwoordelijk is voor orde en veiligheid, en diverse administratieve officieren die het reilen en zeilen van het Lagerhuis in goede banen leiden zijn geen gekozen leden van het Lagerhuis.

### Indeling
Voor de zetel van de voorzitter zitten, rond een tafel, de Table Officers, assistenten die indien nodig de voorzitter kunnen assisteren in zaken van procedures en regels. Aan de rechterhand van het Huis, vanuit de voorzitter gezien, zitten de leden van de regerende partij terwijl aan de linkerkant de oppositie zetelt. De minister-president zetelt in de regel op plaats 11 op de voorste rij omringd door de leden van het kabinet. Direct tegenover de minister-president zetelt de leider van de grootste oppositiepartij (Leader of the Official Opposition) omringd door leden van het zogenaamde schaduwkabinet. Leiders van de andere oppositiepartijen zetelen eveneens op de voorste rij terwijl andere leden van het Huis, die geringere verantwoordelijkheid dragen op de achterbanken zetelen (Backbenchers).

### Procedures
Het Lagerhuis zit gemiddeld 8 maanden per jaar in openbare zittingen die tevens op internet en televisie worden uitgezonden. Tevens worden na een zitting de beraadslagingen in textvorm uitgegeven in de zogenaamde Hansard.
De beraadslagingen vinden plaats in een van de officiële talen, het Engels of het Frans en de voorzitter heeft ten taak dat elke partij een kans krijgt om gehoord te worden. Elk lid krijgt in de regel één kans om gehoord te worden, uitgezonderd een indiener van een motie die aan het begin en het einde van het debat mag spreken.
In de regel staan stemmingen over moties en wetgeving van tevoren al vast omdat er sterke partijdiscipline heerst. Een Whip heeft ten taak ervoor zorg te dragen dat leden van een partij dezelfde stem uitbrengen en tijdens meerderheidsregeringen komt het slechts zelden voor dat de regering een stemming verliest. Over morele kwesties hebben de leden soms de vrijheid te stemmen zoals hun geweten het hen ingeeft. Leden die tegen hun partij instemmen lopen risico uit de fractie (caucus) te worden gezet of op zijn minst promoties mis te lopen.
Iedere zittingsdag vindt er een 45 minuten lang Question Period plaats waarin leden van het kabinet en comité-voorzitters ondervraagd kunnen worden over zaken die onder hun portefeuille vallen.

### Ontbinding
Het Lagerhuis kan op diverse manieren worden ontbonden. Vijf jaar na de eerste zittingsdag wordt het automatisch ontbonden maar in de regel vraagt de minister-president aan de Gouverneur-Generaal om het Lagerhuis tussentijds, meestal rond het vierde jaar van het mandaat, te ontbinden. Verder kan het Huis ontbonden worden op advies van de minister-president nadat de regering een verlies lijdt bij een belangrijke stemming of na een aangenomen motie van wantrouwen. Dit gebeurt vooral tijdens perioden waarin er een minderheidskabinet regeert en de oppositie dus een meerderheid van stemmen heeft.